# 北方出入口
北方出入口（きたがたでいりぐち）は、福岡県北九州市小倉南区にある北九州高速道路1号線のインターチェンジ。
下到津方面にのみ接続するハーフインターチェンジである。

## 道路
- 北九州高速1号線 (104)

## 料金所

### 紫川・大手町方面
- ブース数：2
  - ETC専用：1
  - 一般：1

## 接続道路
- 国道322号

## 周辺
- 北九州モノレール小倉線：北方駅
- 小倉競馬場

## 隣
北九州高速1号線
(102)横代出入口 - (103)若園出入口 - (104)北方出入口 - (105)篠崎南出入口 - (JCT)紫川JCT